# روجر سكوت (دي جيه)
روجر سكوت (بالإنجليزية: Roger Scott)‏ هو دي جيه بريطاني، ولد في 23 أكتوبر 1943، وتوفي في 31 أكتوبر 1989.

## وصلات خارجية
- روجر سكوت على موقع ميوزك برينز (الإنجليزية)
- روجر سكوت على موقع ديسكوغز (الإنجليزية)